# Dunningen
Dunningen település Németországban, azon belül Baden-Württembergben. Lakosainak száma 6648 fő (2023. december 31.). Dunningen Schramberg, Bösingen, Rottweil, Zimmern ob Rottweil, Villingendorf és Eschbronn községekkel határos.

## Népesség
A település népessége az elmúlt években az alábbi módon változott:
| Lakosok száma | 4630 | 6227 | 6305 | 6464 | 6579 | 6648 |
|               | 1975 | 2017 | 2019 | 2021 | 2022 | 2023 |